# Jožka Jabůrková
Josefa Žofie Jabůrková, rozená Řehová, známá jako Jožka Jabůrková, literární pseudonym Ida Ostravská (16. dubna 1896 Vítkovice – 31. července 1942 Ravensbrück) byla československá levicová novinářka, spisovatelka a politička. Od roku 1931 pražská zastupitelka za KSČ. Těsně po vzniku protektorátu Čechy a Morava byla zatčena nacisty a uvězněna v koncentračním táboře Ravensbrück, kde byla nakonec i umučena.

## Život
Narodila se jako nemanželská dcera švadleně Anežce Řehové. Matka ji vychovávala v přísně katolickém duchu, žily ve vzájemných konfliktech a po matčině onemocnění tuberkulózou také ve skromných majetkových poměrech. Vzpomínky na sociální vyloučení v dětství a komplikovaná povaha ovlivnily Jožku Jabůrkovou na celý život. Po ukončení měšťanské školy absolvovala v letech 1911–1914 ve Vítkovicích tříletý kurs pro učitelky mateřských škol a nastoupila jako vychovatelka do služby v rodině, odkud byla za kritické postoje vyhozena. Když v roce 1915 matka zemřela, Jožka prožila milostný vztah a v deziluzi se pokusila o sebevraždu. Během první světové války pracovala krátce jako pomocná síla a potom v kancelářích Vítkovických železáren, kde se v roce 1917 zúčastnila demonstrace dělnických žen s útokem na tovární prodejnu zboží Warenhalle. Poté pracovala v podnikové vítkovické nemocnici jako pomocná zdravotní sestra.
Od mládí působila v tělovýchovném hnutí; vstoupila do řad sociálně demokratické mládeže a do Dělnické tělovýchovné jednoty. Byla cvičenkou, cvičitelkou i náčelnicí.

### Praha a KSČ
Po skončení první světové války se koncem roku 1918 odstěhovala do Prahy, kde pracovala do roku 1920 jako vychovatelka v rodině lékaře. Roku 1920 se provdala za funkcionáře dělnické tělovýchovy Stanislava Jabůrka (nar. 1894), s nímž bydlela v Košířích. Pracovala krátce jako dělnice v továrně na výrobu plechu, po té jako střihačka a překladatelka titulků Pragafilmu a v dalších zaměstnáních. Zapojila se do sociálně demokratického hnutí, které se jí jevilo málo radikální, a proto v roce 1921 vstoupila do Komunistické strany Československa.
Po rozkolu ve Svazu Dělnické tělovýchovné jednoty se zapojila do komunisticky orientované Federace dělnických tělovýchovných jednot. Po léta se usilovně věnovala práci mezi ženami a mládeží. Podílela se na organizaci významné maninské spartakiády v roce 1921 a zastupovala ji roku 1924 v Rudé sportovní internacionále. KSČ ji vyslala do Moskvy ke studiu na tělovýchovném institutu, kde v letech 1927–1928 získala politické vzdělání od marxismu-leninismu až po ideologickou doktrínu. Sblížila se tam s komunistickým funkcionářem Alexandrem Bubeníčkem (1899–1936) a opustila manžela. Po návratu a po V. sjezdu ji KSČ pověřila funkcí vedoucí redaktorky stranického ženského časopisu Rozsévačka, v níž nahradila Helenu Malířovou. Vedla jej jako své hlavní zaměstnání až do zastavení v roce 1938. Uplatňovala přitom stranické školení o třídní nenávisti, utlačovaných proletářích a podněcovala ke světové revoluci. Psala politicky agitační kritické články o životě v Praze (například proti továrníku Waldesovi, uhlobaronu Petschkovi), o problémech dělnických žen, poukazovala na možnosti silového řešení nezaměstnanosti a situace dělnických dětí. V intencích stranického školení formulovala politická i sociální témata, reagovala na nebezpečí druhé světové války. Pod jejím vedením a podle Bubeníčkových instrukcí Rozsévačka organizovala mj. akce ve prospěch trpících děti ve Španělsku či na pomoc německým antifašistům prchajícím do Československa. Za štvavé osočování bylo vydávání časopisu několikrát zastaveno (například roku 1931) a Jabůrková v řádech týdnů uvězněna.
Při rozkolu v KSČ roku 1929, kdy mnozí členové odešli, se Jabůrková s Bubeníčkem zařadili k radikálům bolševického křídla Klementa Gottwalda a Jožka následně vstoupila do komunální politiky. V roce 1931 byla na kandidátce KSČ zvolena do ústředního zastupitelstva hlavního města Prahy. Svá témata sociální péče o dělnické rodiny projevovala žádostmi o zřizování jeslí, mateřských škol, stravoven a hřišť, účinnou zdravotní péči pro děti proletářů a nezaměstnaných, budování levných moderních bytů pro sociálně slabé rodiny. Od roku 1933 důsledně vystupovala proti fašismu a upozorňovala na jeho projevy v Československu. Pro posílení komunistické ideologie byla v letech 1933–1934 vyslána do Moskvy ke studiu leninské školy. Po smrti Alexandra Bubeníčka, který padl ve Španělsku mezi prvními interbrigadisty, se Jabůrková provdala za komunistického funkcionáře a dělníka J. Palečka. V časopise agitovala pro KSČ a vyzývala k vytvoření jednotné národní protifašistické fronty. Po zastavení časopisu Rozsévačka a zákazu činnosti KSČ v roce 1938 přešla Jabůrková do ilegality a redigovala ženský časopis Kytice.

## Vězení a smrt
V noci ze 17. na 18. března 1939 byla zatčena a uvězněna na Pankráci. Po několika týdnech byla převezena do Drážďan a v létě 1939 uvězněna v koncentračním táboře Ravensbrück, kde byla jednou z prvních českých vězeňkyň. Navázala kontakty s cizími antifašistkami, hlavně s německými, které byly v táboře vězněny již několik let. Pomáhala ženám do posledních dnů svého života. V rámci možností se snažila ulehčit i utrpení otřesených lidických žen. V roce 1942 se u ní začalo projevovat nervové onemocnění. Těžké podmínky a nelidské zacházení táborové lékařky uspíšily její smrt. Zemřela 31. července 1942 po těžkém mučení, po kterém byla ponechána bez lékařské pomoci v táborovém vězení. 

## Dílo
Jako spisovatelka psala pohádky, povídky psané od prvních pokusů v roce 1918 až po rukopisy z Ravensbrücku a tři převážně autobiografické romány (Dítě lásky, Hanko zpívejǃ, Lásky Marty Tomanové), z nichž soudobá literární kritika oceňovala reportážní prózu pro děti Evička v zemi divů, inspirovanou životem dcery Jana Švermy a jejím pobytem v Moskvě a „zemi Sovětů“.
Všechna díla, kromě zmíněné Evičky, vydala časopisecky. Beletristické ambice bohužel vždy podřizovala komunistické ideologii a v psaní neorganicky mísila styl reportáže s memoáry i románem. Výbor z článků Jožky Jabůrkové vyšel knižně v publikaci Za štěstí lidu, vydané Státním nakladatelstvím politické literatury v Praze v roce 1953, a dostatečně ilustruje, proč její tvorba zapadla a nebyla vícekrát vydána.

## Posmrtné připomínky
- Pamětní deska je umístěna na domě, kde žila, v Praze 3, Biskupcově ulici[8]
- Pamětní deska s reliefním portrétem Jožky Jabůrkové (autor Jiří Myszak) je od roku 1962 v rodných Vítkovicích, Erbenově ulici č. 19[9]
- V Ostravě-Vítkovicích je Sad Jožky Jabůrkové.
- V Otrokovicích u nádraží je jedna z ulic pojmenována J. Jabůrkové.

## Jožka Jabůrková v umění

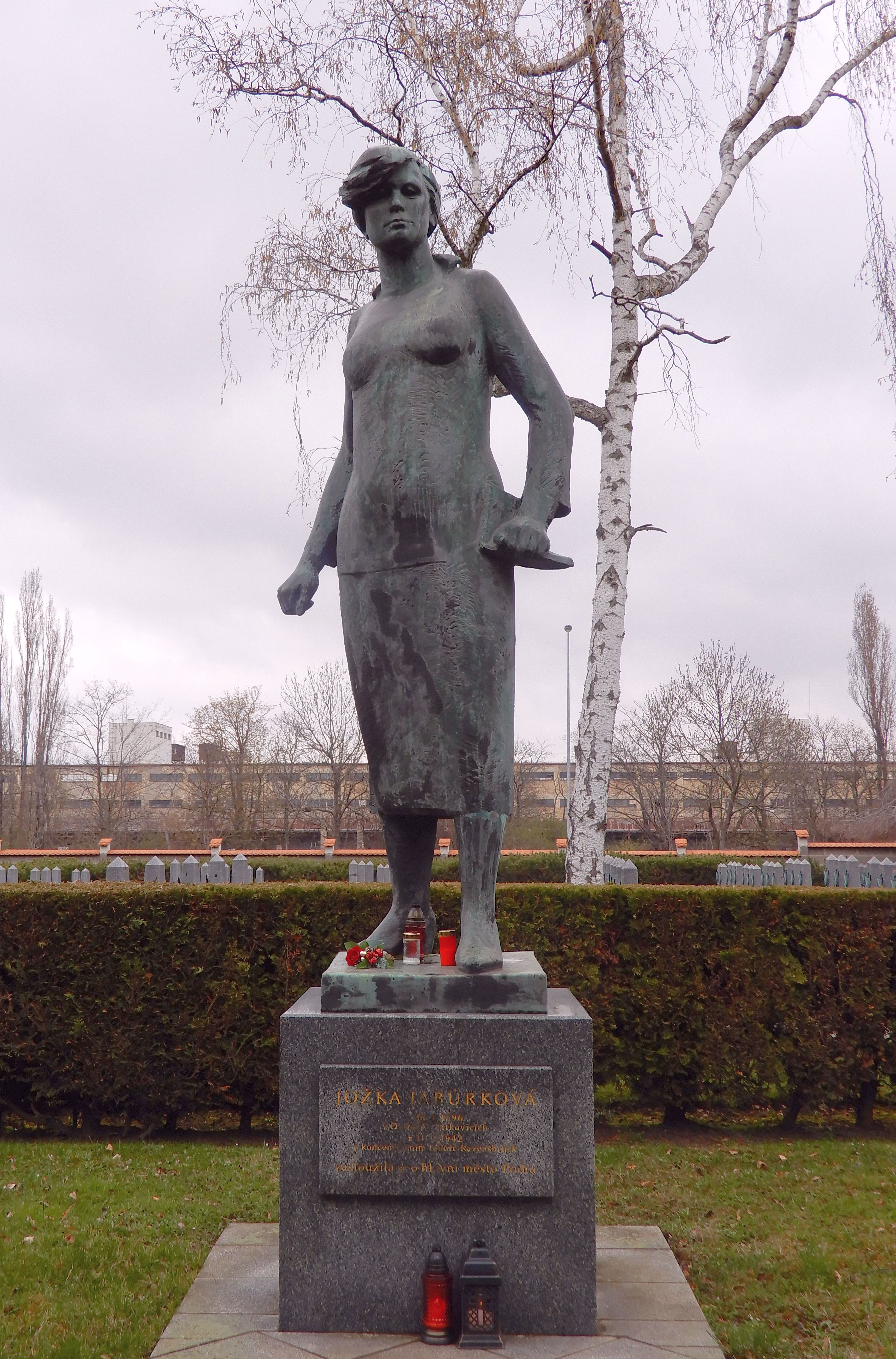
Pomník Jožky Jabůrkové na Olšanských hřbitovech

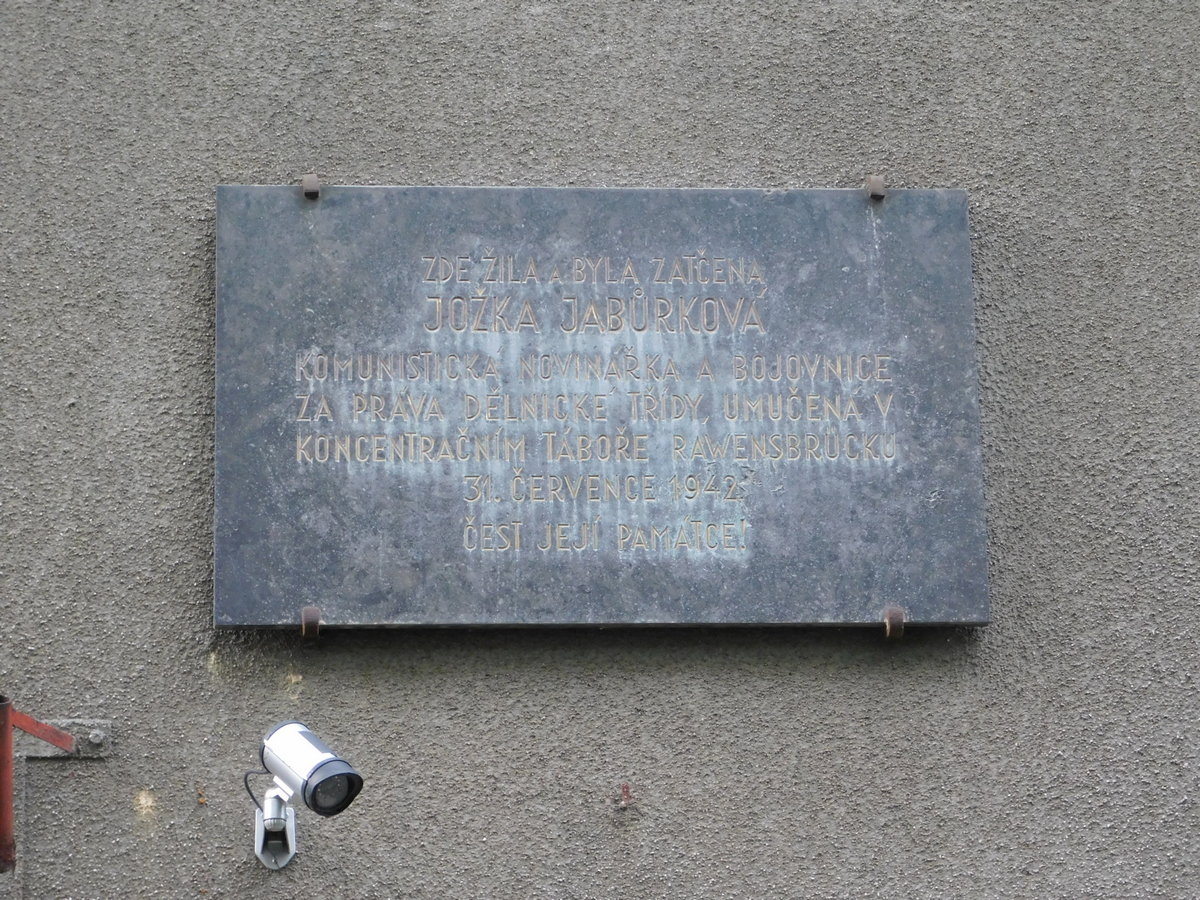
Pamětní deska na domě v Biskupcově ulici

Bronzovou postavu Jožky Jabůrkové v nadživotní velikosti realizovala sochařka Věra Merhautová v letech 1960 až 1965. V roce 1965 byl pomník slavnostně odhalen v Praze-Košířích v malém parčíku u křižovatky ulic Plzeňská a Podbělohorská. Na žádost restituentky pozemku, na kterém stál, byl pomník v roce 1992 (bez vědomí autorky sochy) převezen do depozitáře Galerie hlavního města Prahy. Zde setrval až do léta 2002, kdy byla socha Jožky Jabůrkové znovuodhalena na Olšanských hřbitovech.
Na základě života a smrti Jožky Jabůrkové a na společenskou objednávku k výročí napsala Jaromíra Kolárová scénář k filmu Zastihla mě noc, který v roce 1986 natočil režisér Juraj Herz.